# 307

## Decese
- Flavius Valerius Severus, împărat roman (n. ?)